# 아우스터리츠 전투
아우스터리츠 전투(체코어: Bitva u Slavkova)는 삼제회전(三帝會戰; Battle of the Three Emperors)이라고도 한다. 나폴레옹의 빛나는 승리 중 하나로, 프랑스 제국에 대항하여 결성된 제3차 대프랑스 동맹을 효과적으로 분쇄하였다. 1805년 12월 2일(율리우스력으로는 11월 20일) 프랑스 황제 나폴레옹 1세(Napoleon I)가 지휘하는 프랑스군은 거의 9시간에 걸친 힘든 싸움 끝에 차르 알렉산드르 1세가 지휘하는 러시아-오스트리아 연합군을 결정적으로 격퇴하였다. 전투가 벌어진 장소는 모라바의 브르노(브룬)에서 남동쪽 약 10 km(6마일) 떨어진 아우스터리츠(현재의 체코 슬라브코프우브르나)에서 벌어졌다. 이 전투는 흔히 전술상의 걸작으로 평가받기도 한다.
아우스터리츠에서 프랑스군의 승리는 3차 동맹을 종결시키는 결과를 야기했다. 1805년 12월 26일 오스트리아와 프랑스는 오스트리아가 전쟁에서 발을 뺀다는 프레스부르크 조약(Treaty of Pressburg)에 서명하고, 이전에 맺어진 캄포포르미오 조약과 뤼네빌 조약을 강화하여 오스트리아는 나폴레옹의 독일 연방에 영토를 양도하고, 전쟁배상금 명목으로 4,000만 프랑(francs)을 부과 받았다. 러시아군은 고향으로 돌아가는 것을 허가받았다. 아우스터리츠의 승리는 프랑스와 다른 유럽국가의 완충지대로서 작용하는 독일 국가의 연합체인 라인 동맹(Confederation of the Rhine)을 창설하게 하였다. 1806년 신성로마제국은 신성로마제국 황제 프란츠 2세(Holy Roman Emperor Francis II)가 신성로마제국 황제의 자리에서 물러나고, 오스트리아의 프란츠 1세(Francis I of Austria)만을 공식적인 직함으로 유지하게 되면서 멸망하였다. 그러나 이러한 성취는 대륙에 지속적인 평화를 건설하지 못했다. 프로이센은 중부유럽에서 프랑스가 영향력을 키우는 것에 대해 우려하게 되고, 결국 1806년 제4차 대프랑스 동맹 전쟁을 벌이게 된다.

## 서막
유럽은 1792년 프랑스 혁명전쟁이 발발한 이래로 큰 혼란에 빠져 있었다. 1797년 전쟁이 발발한 지 5년이 지나, 프랑스 공화국은 제1차 대프랑스 동맹을 격파했다. 제2차 대프랑스 동맹은 1798년에 결성되었으나, 1801년 이 역시도 패배하고, 오직 영국만이 새로운 프랑스 원로원의 유일한 적으로 남아있을 뿐이었다. 영국과 프랑스는 아미앵 조약(Treaty of Amiens)으로 적대 관계를 끝내는 데 동의하였다. 지난 10년간 처음으로 모든 유럽이 평화상태를 누리게 되었다. 그러나 양측에는 조약을 이행하는 데 점점 어려움이 누적되는 등 많은 문제들이 지속되고 있었다. 영국정부는 1793년부터 이루어진 식민지 정복을 되돌려야 한다는 데 분개했고, 나폴레옹은 영국군이 몰타(Malta) 섬에서 철수하지 않는 데 화가 났다. 긴장 상태는 나폴레옹이 아이티 혁명을 진압하기 위해 원정군을 파견했을 때 더욱 악화되었다. 1803년 5월, 영국은 프랑스에 대한 전쟁을 선포했다.

### 3차 동맹
1804년 12월 영국-스웨덴 협정은 3차 동맹의 창설을 이끌었다. 영국의 수상 윌리엄 피트(William Pitt)는 프랑스에 대항하는 새로운 동맹을 구성해 재 궤도에 오르도록 하기 위한 외교적 활동을 하면서 1804년과 1805년을 보냈다. 영국과 러시아 사이에서 서로를 의심하던 마음은 프랑스의 몇 가지 정책적 실패에 의해 줄어들었고, 1805년 4월 영국과 러시아는 동맹에 합의하였다. 프랑스에게 최근 2번 패배한 기억 때문에 복수의 칼을 갈던 오스트리아 역시 몇 달 후에 동맹에 가입했다.

### 대육군(La Grande Armée)
3차 동맹이 구성되기 전에 나폴레옹은 북 프랑스 볼로뉴(Boulogne)에 약 6개의 진영으로 이루어진, 소위 잉글랜드의 군대(Army of England)라 불리는 침략군을 조직하였다. 그는 이 침략군을 이용해 잉글랜드를 공격하려 시도하였으며, 성공에 자신이 있었기 때문에 영국 정복을 기념하는 훈장을 미리 가지고 있을 정도였다. 비록 그들은 영국의 흙을 발로 밟아보지 못했지만, 나폴레옹의 군대는 가능한 군사작전을 수행하기 위하여 조심스럽고 귀중한 훈련을 받았다. 가끔 군인들 사이에서 지루함을 토로하는 말이 나오기도 하였지만, 나폴레옹은 사기를 증진시키기 위하여 막사를 자주 방문하고 화려한 행진을 벌였다.
볼로뉴의 군대는 후에 대육군(La Grande Armée 영어: The Great Army)라 불릴 나폴레옹군의 핵심이 되었다. 처음 프랑스 군대는 각각 36개에서 40개의 대포를 포함하고, 다른 군단이 구원해 올 때까지 독립적인 행동이 가능한 7개의 군단(Corps)으로 이루어진 약 20만 명의 군대로 구성되어 있었다. 하나의 군단(적절히 강력한 방어 자세를 취하고 있을 때)은 지원 없이 적어도 하루를 버틸 수 있었으며, 이는 셀 수 없는 전략적, 전술적 선택 가능성을 각 전역마다 대육군에게 주어졌다. 이런 군대 위에 나폴레옹은 2개의 흉갑기병(cuirassier) 사단과 4개의 승마 용기병(Dragoon) 사단, 하마한 용기병과 경기병 2개 사단으로 이루어져 있으며, 24개의 포병부대에 지원을 받는 22,000명의 기병대를 예비대로 구성하였다. 1805년 프랑스 대 육군은 잘 무장하고, 잘 훈련되어 있었고, 유능한 지휘관들이 지휘하는 상태에서 35만으로 증강되어 있었다.

### 러시아 군대
1805년 러시아 군은 구체제(앙시앵 레짐;Ancien Régime)적으로 조직되었다고 특징지을 수 있다. 일단 연대단위 이상의 영구적인 부대구성이 없었으며 고위 지휘관들은 대부분 귀족사회에서 충원되었다.(그리고 일반적으로 능력이 아닌 매관매직으로 결정되었다.) 그리고 러시아군은 18세기의 관습에 따라 전열을 구성하였으며, 계속적으로 "주입식 훈련"에 따라 두드려 맞고 벌을 받았다. 게다가 많은 하위 장교들은 제대로 훈련받지 못했고, 전투에서 요구되는 복잡한 기동을 할 필요가 있을 때 병사들의 진영을 구성하는 데에 어려움을 겪었다. 그럼에도 불구하고, 러시아군은 훌륭한 포병대를 지니고 있었으며, 이 포병대의 병사들은 그들의 포를 적의 손에 빼앗기지 않기 위해 힘겨운 싸움을 벌이기도 해야 했다.
러시아 제국군의 보급 시스템은 거의 러시아 오스트리아 동맹과 지역 사람들에게 의존하였다. 러시아보급의 70퍼센트는 오스트리아에 의해 공급되었으나, 강력하고 잘 조직된 보급망이나, 광범위하게 펼쳐진 보급선이 없었기 때문에 러시아군은 좋은 건강상태로 전투준비를 하는 것이 어려웠다.

### 오스트리아군
오스트리아 황제의 동생, 카를 대공(Archduke Charles)은 오스트리아군의 결정권을 담당하는 군사적, 정책적 위원회인 호프크리크스라트(Hofkriegsrat;최고군사위원회)로부터 결정권을 빼앗은 후, 1801년부터 오스트리아군을 재건하기 시작했다. 카를은 오스트리아의 가장 뛰어난 야전 지휘관이었지만, 그러나 그는 황실에서 인기가 없어 많은 영향력을 잃고, 그의 충고를 무시하고, 오스트리아가 프랑스와 전쟁을 시작했다. 카를 마크(Karl Mack)가 그를 대신해 새롭게 오스트리아군의 사령관이 되어 전쟁 전야에 기존의 각각 6개의 중대로 구성된 3개 대대의 구성보다는 각각 4개 중대로 구성된 4개 대대로 연대를 구성하는 개혁을 하여 보병대를 설립하였다. 갑작스런 변화는 장교들의 훈련이 충분하지 못했고, 이런 결과와 새로운 부대편성은 오스트리아군이 이제까지 해왔던 것보다 오히려 더 안 좋은 결과를 불러왔다. 오스트리아 기병은 당시 유럽에서 최강의 기병으로 여겨졌으나, 많은 기병분견대를 다양한 보병편성에 집어넣는 것은 보병과 기병이 각각 밀집한 부대를 구성한 프랑스군에 비해 별로 효과적이지 못했다.

### 사전준비의 움직임

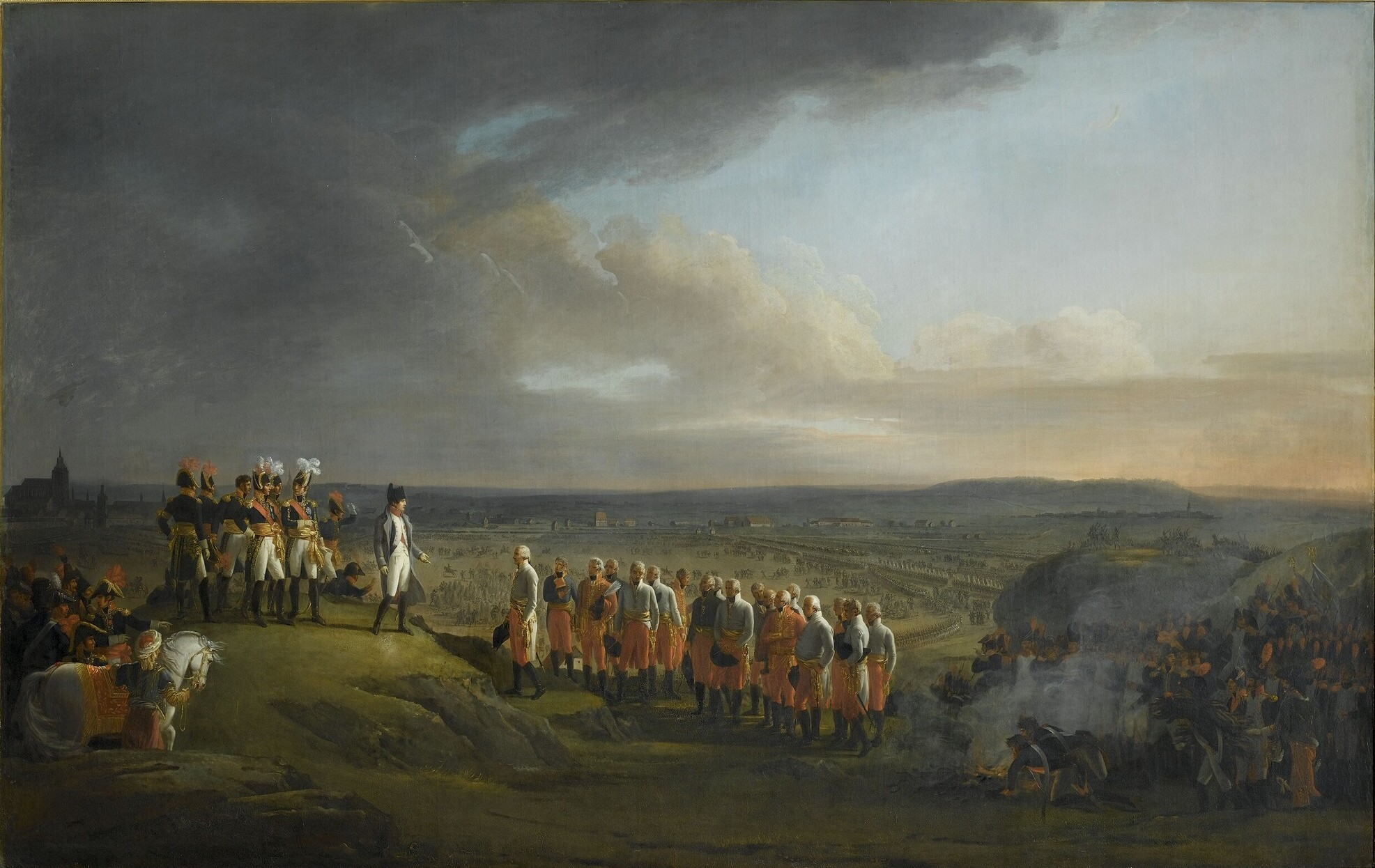
울름에서 나폴레옹에게 붙잡혀 항복하는 불운한 마크 장군와 오스트리아 군대. Painting by Charles Thévenin.

1805년 전해 5월부터 프랑스의 황제로 즉위한 나폴레옹은 오스트리아와 러시아의 위협에 대처하기 위해 그의 군대를 영국 해협에서 라인강변으로 이동시켰다. 9월 25일, 비밀스럽고 열정적인 행군 후에 20만의 프랑스군은 260 km(160마일)의 행군을 앞두고 라인 강을 건너기 시작했다. 마크는 바바리아에 있는 울름(Ulm)요새에 오스트리아군 대부분을 모으기 시작했다. 나폴레옹은 그의 군대를 북쪽으로 이동시켜 프랑스군이 오스트리아군의 배후를 찌를 수 있도록 회전하는 기동을 하고자 하였다. 울름의 기동은 훌륭하게 수행되어 10월 20일 마크와 23,000명의 오스트리아군은 울름에서 항복하고, 이 전역에서 오스트리아군 포로의 총 숫자는 60,000명에 달했다. 비록 이 멋진 승리는 스페인-프랑스 연합함대가 다음날 트라팔가르 해전(Battle of Trafalgar)에서 패함으로써 한풀 꺾이고 말았지만, 육전에서 프랑스의 승리는 계속되어 11월 빈(Vienna)을 함락시켜 머스킷 총 10만 정, 대포 500문을 획득하고, 다리도 부서지지 않은 상태로 제압하여 다뉴브(Danube)강을 건널 수 있었다.
이러는 동안 쿠투조프(Kutuzov) 휘하의 러시아군은 도착이 늦어, 오스트리아의 야전군을 구하는 데 실패했고, 이에 따라 러시아군은 북쪽으로 퇴각하여, 지원군을 기다림과 동시에 남아있는 오스트리아군과 합류하려 하였다. 프랑스군은 러시아군을 따라가다가, 곧 그들이 골치 아픈 상황에 놓였다는 것을 알아차렸다. 프로이센의 움직임은 아직 드러나지 않았지만, 충분히 적대적일 수 있고, 러시아와 오스트리아군은 이제 합류하였다. 더 절망적이게도 나폴레옹의 연락망은 지나치게 길어져서, 이 연락망을 지키기 위해서는 강한 수비병들을 배치해야 했다. 나폴레옹은 이제 울름의 승리를 효과적으로 이용할 유일한 방법은 동맹군에게 전투를 강요하여, 이들을 격파시키는 것이었다. 나폴레옹에게는 다행스럽게도 러시아의 차르는 전투를 원하고 있었다.

## 전투

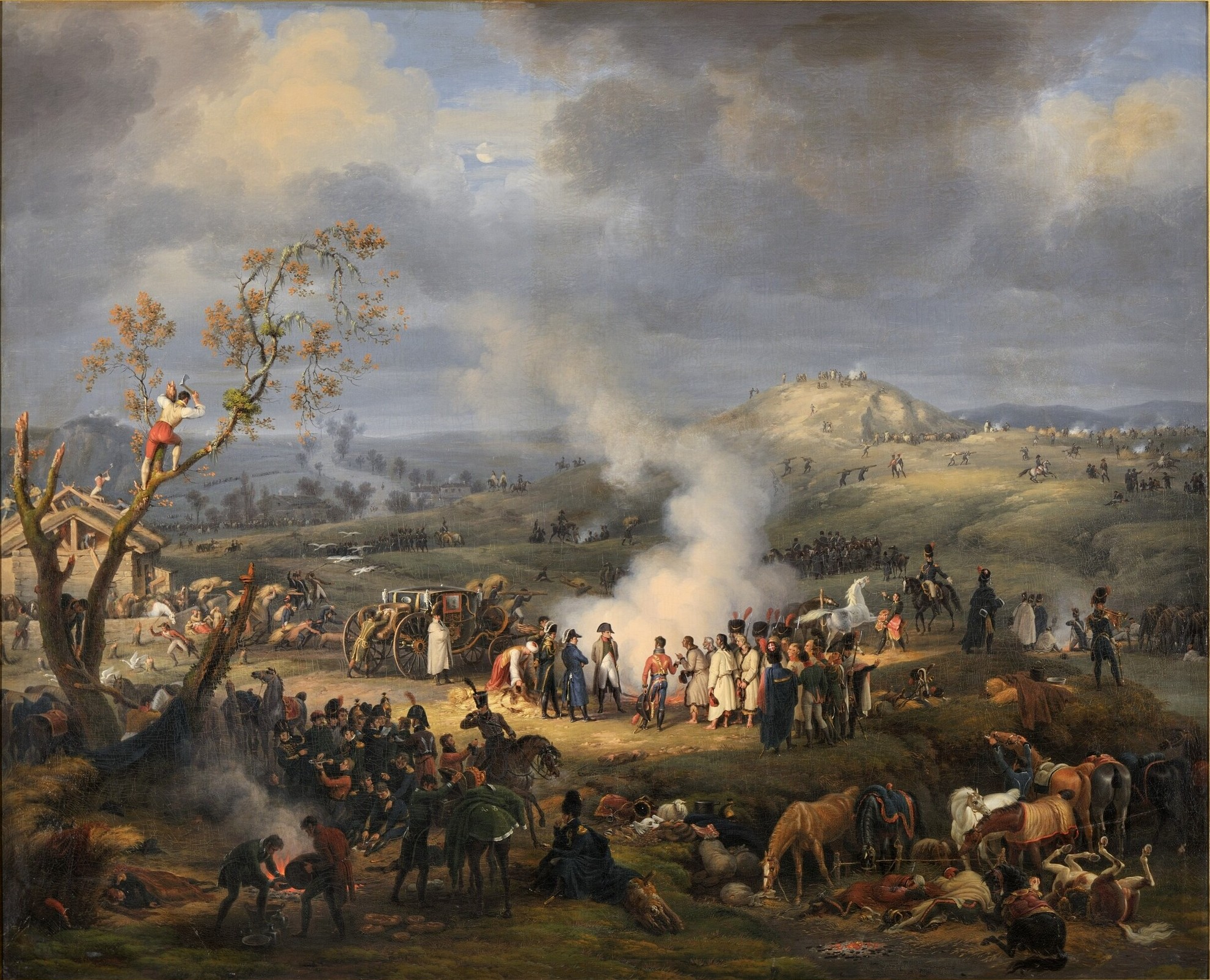
전투 전날의 나폴레옹과 그의 군대. Painting by Lejeune.

나폴레옹은 임박한 전투를 위해 75,000명의 병사와 157문의 대포를 준비했으나, 다부(Davout) 휘하의 약 7,000명의 병력은 여전히 빈 방향의 남쪽 방향 멀리에 떨어져 있었다. 동맹군은 70% 정도가 러시아군으로 이루어진 약 73,000명의 병사였고, 총 318문의 대포를 가지고 있었다.

### 전장
전장의 북부지대는 약 700피트(foot;210m)정도 되는 산톤(santon) 언덕과 850피트(260m)정도 되는 주란(zuran) 언덕으로 대부분 이루어져 있었고, 두 언덕 사이에서 내려다보면 동 서를 가로지르는 올무츠/브르노(Olmutz/Brno)의 중요한 가도가 있다. 이 두 언덕의 서쪽에는 벨로비츠(Bellowitz) 마을이 있고, 사이에는 보세니츠(Bosenitz) 강이 남쪽으로 이어져서 골드바흐(Goldbach) 강과 합류하여 코벨니츠(Kobelnitz), 소콜니츠(Sokolnitz), 텔니츠(Telnitz)와 같은 마을을 따라 흐른다. 이러한 지역들의 중심에는 프란젠(Pratzen) 고지대가 있는데, 완만하게 이어진 능선으로 평균 35에서 40피트(11-12m)의 높이이다. 나폴레옹의 부관은 나폴레옹이 그의 원수들에게 계속 강조했다고 기록하고 있다. "여러분, 이 지형을 조심스럽게 살펴보시오. 이 땅이 전장이 될 것이고, 그대들은 이곳을 무대로 전투를 벌일 것이오."

### 동맹군의 전략과 배치

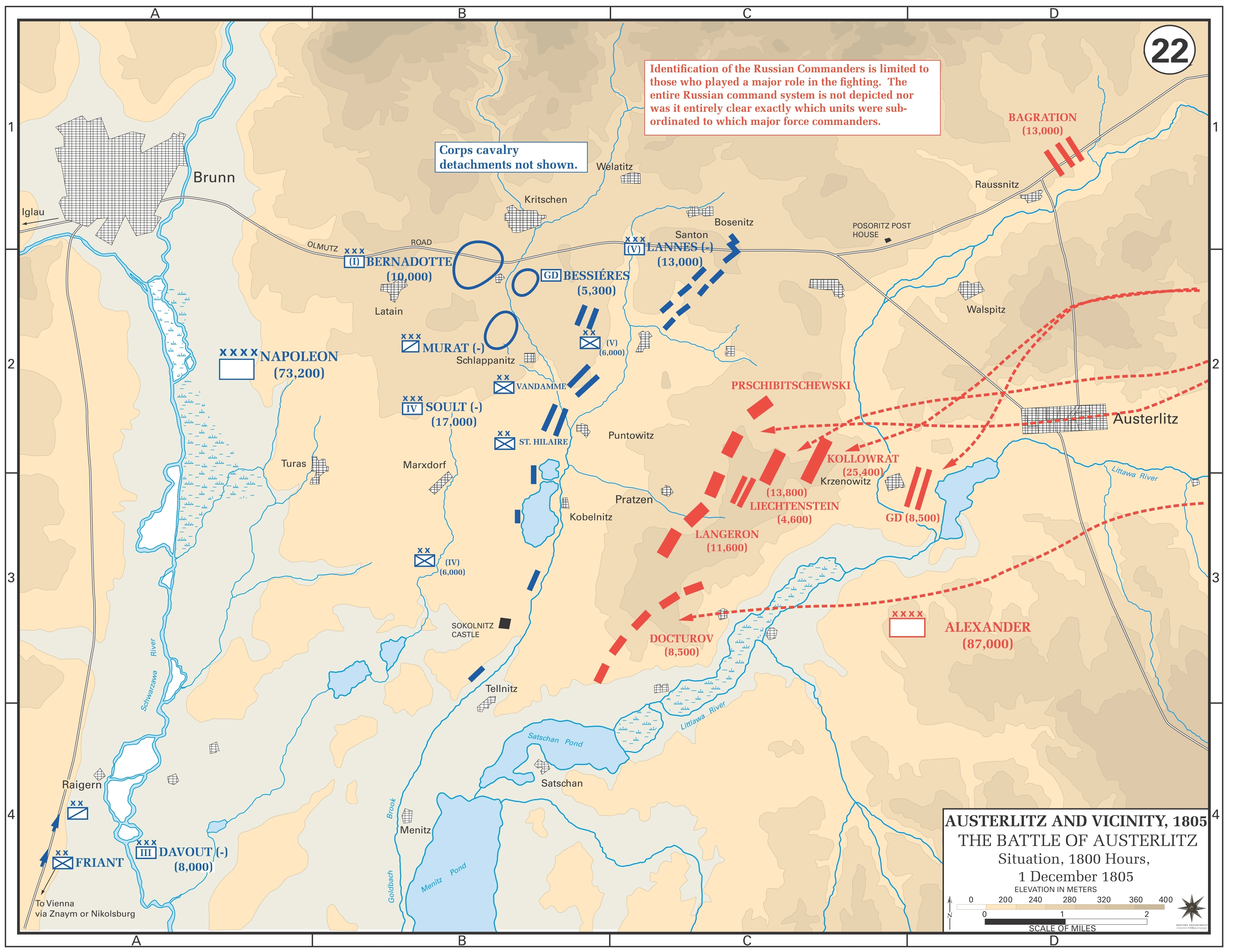
1805년 12월 1일 18:00시 동맹군(빨간색)과 프랑스군(파란색)의 배치.

동맹군 군사위원회는 11월 1일 회동하여, 전투계획에 관하여 논의하였다. 많은 동맹군의 전략가들은 두개의 기본적인 생각을 염두에 두고 있었다. 적과 교전을 하고, 빈으로 향하는 남쪽 측면을 안전하게 한다. 비록 차르와 그의 최측근들은 전투를 즉시 벌이길 원하였으나, 오스트리아의 황제 프란츠(Francis)는 좀 더 조심스러운 분위기였고, 그의 이러한 주장은 러시아의 지휘관 쿠트조프(Kutuzov)의 지지를 받았다. 그러나 개전을 원하는 러시아의 귀족들과 오스트리아의 장군들의 압박은 너무도 강해 동맹군은 오스트리아의 참모장 프란츠 폰 베이로데(Franz von Weyrother)의 작전을 택했다. 이 작전은 동맹군이 방어가 약하다고 파악한 프랑스군의 우익에 맹공을 가하고, 좌익에 대해서는 견제공격을 통해 시선을 돌리는 작전이었다. 동맹군의 배치를 보면, 프랑스의 우익을 공격하는 데 4개의 주력 종대가 배치되었다. 러시아 제국 근위대(Russian Imperial Guard)는 바그라티온(Bagration) 휘하의 러시아 부대가 동맹군의 우익을 지키는 동안, 예비부대로 남아있었다.

### 프랑스의 전략과 배치
전투가 벌어지기 하루 전, 나폴레옹은 동맹군에게 그의 군대는 약한 상태에 있으며, 그는 협상을 통해 평화를 바란다는 듯한 인상을 풍겼다. 사실 나폴레옹은 적이 공격해오길 바라고 있었고, 고의로 프랑스군의 우익을 약하게하여 적이 공격해 오도록 미끼를 던졌다. 11월 28일 나폴레옹은 제국 사령부에서 그의 원수들을 만났다. 나폴레옹의 원수들은 나폴레옹에게 그들의 두려움과 곧 닥쳐올 전투에 대한 우려를 나타내며, 심지어 퇴각할 것을 건의했다. 그러나 나폴레옹은 이러한 원수들의 불만을 물리치고, 맡은 바 임무를 다하도록 당부하며, 돌려보냈다. 나폴레옹의 계획대로 동맹군이 프랑스군의 우익을 포위하기 위해 거의 전군을 이끌고 올 것이기 때문에 이들의 본진이 필연적으로 약화될 것이라고 상상하였다. 그리고 나폴레옹은 약화된 동맹군의 중앙을 향해 술트(Soult)가 지휘하는 4군단(IV Corps) 16,000명의 병력을 투입해 프랑스군의 반격을 훌륭하게 수행할 수 있으리라 계산했다. 이러는 동안 그의 약한 우익을 지원하기 위해 나폴레옹은 다부(Davout)가 지휘하는 3군단으로 하여금 빈으로부터 진군하게 하여 동맹군의 강력한 공격을 받는 남쪽 측면을 지키고 있는 레그랑(Legrand)의 병사들과 합류하게 하였다. 다부의 군대는 48시간 동안 110 km(70마일)를 진군하였다. 이들의 도착은 프랑스군의 계획이 성공하느냐 실패하느냐를 결정짓는 중요한 분기점이 될 터였다. 란(Lannes)휘하의 5군단(V Corps)이 전장의 북쪽을 지키는 동안, 제국 근위대(Imperial Guard)와 베르나도트(Bernadotte)의 1군단(I Corps)은 예비대로 남았다.

### 전투가 벌어지다
전투는 오전 8시경에 첫 번째 동맹군 종대가 3라인 연대가 지키고 있는 텔니츠에 대하여 공격을 시작하면서 개시되었다. 전투가 벌어진 이곳에서 동맹군이 벌인 몇 번의 강력한 공격은 프랑스군을 쫓아내고, 골드바흐의 다른 지역으로 이들을 몰아내는 움직임을 볼 수 있었다. 다부 군대의 선발대가 도착하였고, 동맹군은 후사르(hussars 경기병)부대에게 강공을 당하기도 전에 텔니츠를 버리고 물러났다. 텔니츠에 대한 동맹군의 추가적인 공격은 프랑스 포병대에게 저지당했다.
동맹군 종대는 프랑스군의 우익에 대하여 공격을 쏟아 부었으나, 원하던 만큼 빠르게 적을 격파하지 못했는데, 이는 프랑스군이 공격을 번번이 제지하는 데 성공했기 때문이다. 사실 동맹군의 배치는 잘못되어 있었고, 공격은 시간을 제대로 맞추지 못했다. 동맹군 좌익에 위치한 리히텐슈타인(Liechtenstein) 휘하의 기병 분견대는 우익으로 이동해야 했다. 그리고 이 과정동안, 그들은 프랑스군 우익에 대하여 진군을 개시한 동맹군 두 번째 종대와 마주쳐, 이들과 속도를 맞추었다. 이때 작전의 입안자들은 이를 보고 재난과 같다고 생각했으나, 후에 이러한 상황은 도리어 동맹군을 도와주었다. 이러는 동안 동맹군 두 번째 종대의 주력부대는 26 경보병 여단과 프랑스의 척후병이자 저격병인 티라일레우(Tirailleurs)와 프랑스 산병(skirmishers)이 방어하는 소콜니츠(Sokolnitz)에 대한 공격을 개시했다. 처음 동맹군의 돌격이 실패한 것이 드러나자, 랑게론(Langeron) 장군은 마을에 대한 폭격을 명했다. 이렇게 강력한 일제사격은 프랑스군을 마을 밖으로 쫓아내었고, 동시에 세 번째 종대가 소콜니츠의 성에 대한 공격을 개시했다. 그러나 프랑스군은 반격을 개시하여 마을을 탈환하였으나, 유감스럽게도 다시 물러나야했다. 이 지역의 교전은 프리앙트(Friant's) 사단(3군단의 일부)이 마을을 탈환하면서 일시적으로 종결되었다. 소콜니츠는 아마 전장에서 가장 많은 싸움이 일어나고, 이날 전투가 진행되는 동안 가장 많이 주인이 바뀐 도시였을 것이다.

### "한 번의 날카로운 공격으로 전쟁은 끝났다."

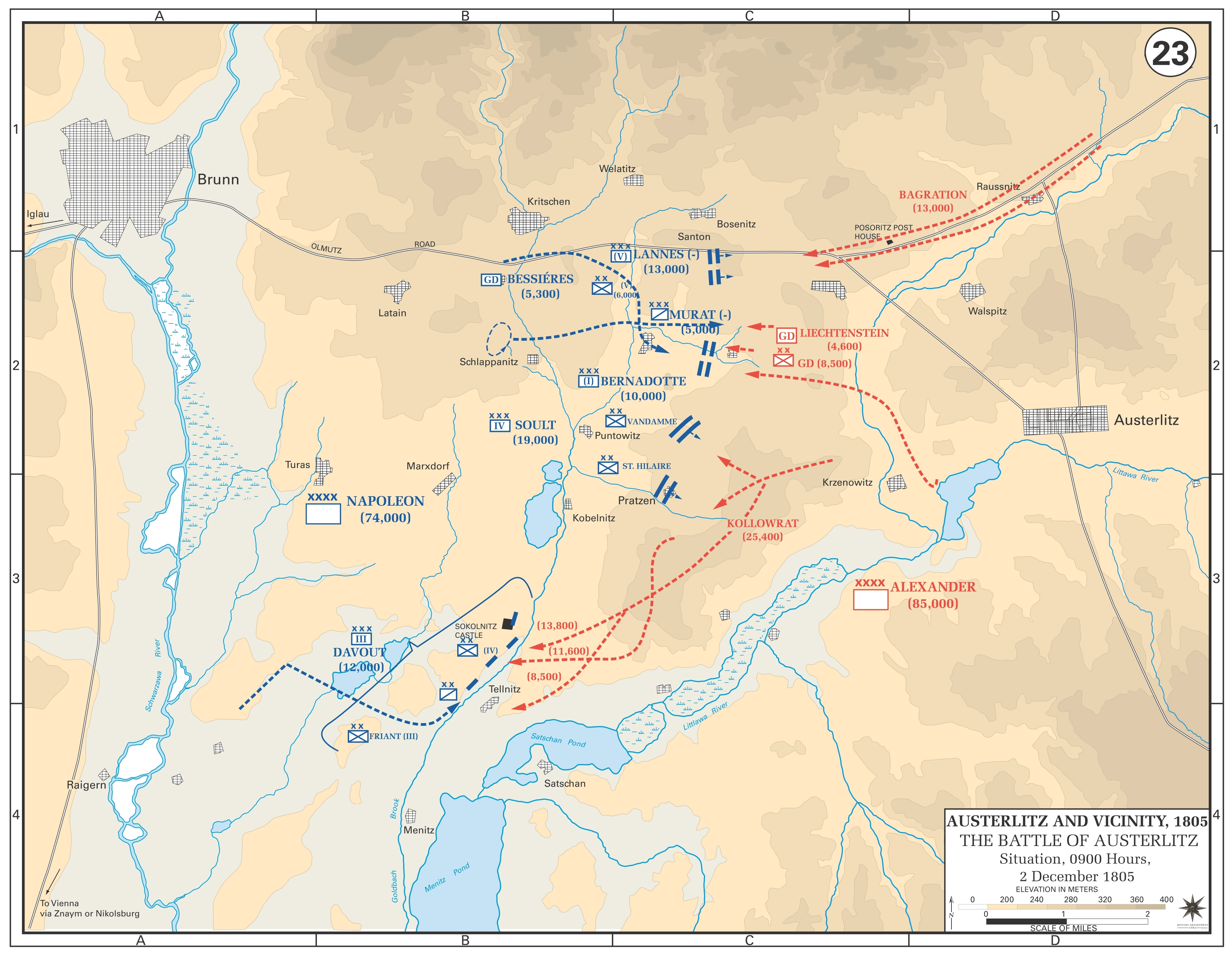
동맹군 중앙에 결정적 공격을 가하는 생 일레르(St. Hilaire)와 방담(Dominique Vandamme). 동맹군 군대는 2개로 나뉘면서 좌익의 프랑스군은 귀중한 전략적 위치를 장악해 전투에서 승리할 수 있었다.

약 8시 45분경, 적의 중앙이 약함을 확신한 나폴레옹은 술트에게 병사를 이끌고 프라첸 고지대까지 가는 데 얼마나 걸리겠냐고 물었고, 이에 원수가 대답하였다. "20분이면 충분합니다." 나폴레옹은 "그렇다면 15분을 주겠다"는 공격명령을 내리며, 한마디 덧붙였다. "한 번의 날카로운 공격으로 전쟁은 끝난다."
짙은 안개의 도움과 시야의 흐름으로 인해 조심스럽게 생. 일레르(St. Hilaire) 사단이 진군했으나, 그들이 내리막길에 갔을 때 저 유명한 '아우스터리츠의 태양'(Sun of Austerlitz)이 안개를 없애버려, 이들이 진군하도록 고무시켰다. 고지대 위에 있던 러시아 장군들과 병사들은 그들을 향해 다가오는 많은 수의 프랑스군을 보고 굳어버리고 말았다. 동맹군 사령관들은 이제 4개 종대의 별동대중 이동이 늦었던 부대들의 일부를 그들의 치열한 전투에 참여시킬 수 있었다. 한 시간의 전투동안 동맹군 중앙의 병사들은 거의 전멸하였다. 두 번째 종대에서 차출된, 거의 대부분 숙련된 오스트리아군으로 구성된 지원 부대가 전투에 참여하여, 프랑스군에서 가장 잘 싸우던 부대중 하나에 공격을 가하였고, 결과적으로 그들을 경사진 곳으로 몰아넣는 데에 성공했다. 그러나 절망에 사로잡힌 생. 틸레르 부대의 병사들은 다시 한 번 맹공을 가했고, 총검전을 벌여 동맹군을 고지대에서 쫓아내었다. 북쪽에서는 방담(Vandamme)장군의 별동대가 스타레 비노흐라디(Staré Vinohrady)라 불리는 지역을 공격했고, 몇 차례의 교전과 강력한 일제사격을 통해 동맹군을 궤주시켰다.
전투는 확실히 프랑스군에 유리하게 진행되었으나, 아직 확실히 결판지어지지 않았다. 나폴레옹은 베르나도트의 1군단에게 방담의 좌익을 도우라고 명령했고, 그가 직접 지휘하던 중앙의 병력을 프라첸 고지대에 있는 성 안소니(St. Anthony) 예배당으로 이동시켰다. 동맹군의 불리한 위치는 러시아 제국 근위대를 파견하기로 결정함으로써 공고히 되었다. 차르 알렉산데르의 동생 콘스탄틴 대공(Grand Duke Constantine)은 근위대를 이끌고 방담이 장악하고 있던 지역에 반격을 개시하였다. 콘스탄틴 대공이 지휘한 이 작전으로 인해 러시아 근위대는 많은 피해를 입었으나, 간신히 프랑스군의 군기를 빼앗았을 뿐이었다.(이 불운의 희생자는 4 열 연대의 보병 대대였다.) 뭔가 이상함을 느낀 나폴레옹은 그의 중장 근위 기병대(heavy Guard cavalry)에게 전진할 것을 명했다. 이들은 자신들의 상대자들을 격멸하였으나, 프랑스와 동맹군의 대규모 기병대 사이의 충돌은 아직 결판이 확실하게 나지 않았다. 러시아군은 수적 우위를 가지고 있었으나, 베르나도트의 1군단의 두 번째 사단인 드로우(Drouet)의 부대가 측면에서 행동을 취하였을 때, 반격하는 시점을 잘못 잡아 프랑스 기병대가 그들의 후방을 장악하는 것을 허용해버렸다. 프랑스 근위대의 기마 포병대(Horse artillery)는 러시아의 기병대와 총병부대에게 상당한 피해를 입혔다. 러시아군은 활기를 되찾은 프랑스 기병대에게 약 4분의 1 마일정도를 추격당하는 동안 완벽히 격멸되어, 많은 병사들이 전사했다.

### 최종 단계
나는, 계속된 돌격과 산탄의 사격을 받으면서, 오전 7시부터 오후 4시까지 끊임없이 전투를 벌인 많은 병사들처럼, 탄약을 다 써버리고 말았다. 나는 퇴각하는 것 이외에는 별 도리가 없었다....피체비쉐브스키 중장(Lieutenant General Przhebishevsky)

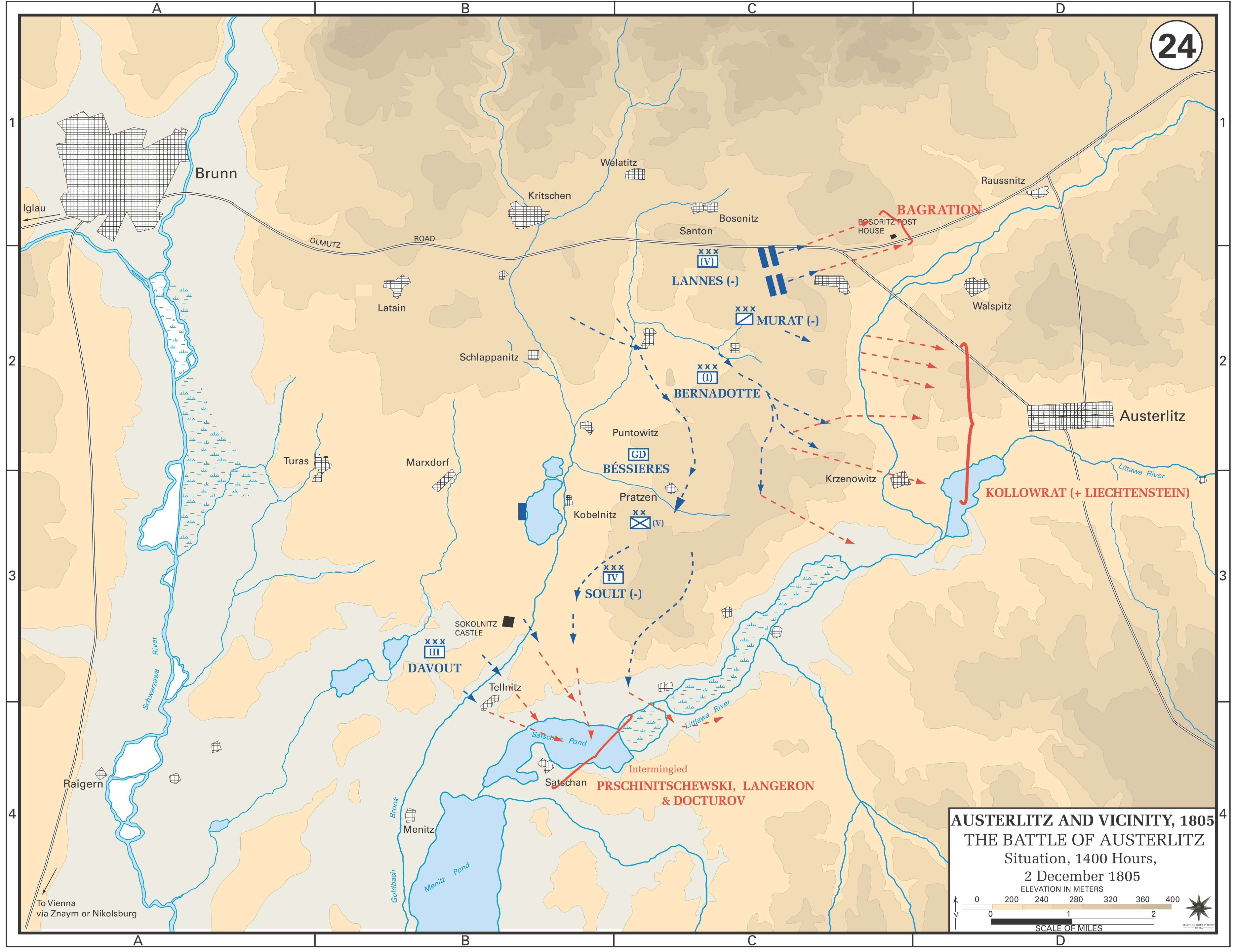
14:00시, 동맹군은 분리되는 위험에 직면했다. 나폴레옹은 지금이 한쪽에 치명타를 줄 수 있는 기회임을 알아채고, 적 동맹군 좌측을 공격해 그들을 패퇴시켰다.

이러는 동안 전장의 북쪽에서 또 다른 격전이 벌어졌다. 리히텐슈타인 공작(Prince Liechtenstein)의 중장 기병대가 전장의 정확한 지점에 도착한 후에, 켈레르만의 경장 기병대에게 돌격을 개시했다. 이 전투는 처음에는 프랑스군에게 유리하게 돌아갔으나, 켈레르망의 군대는 카파레리 장군의 보병 사단의 지원을 별도로 받아야 했는데, 러시아군의 수적 우위가 엄청났기 때문이다. 카파레리의 군대는 러시아군의 돌격을 저지하고 러시아 기병대와의 전투를 유리하게 종결짓기 위해 뮈라로 하여금 두개의 흉갑기병(cuirassier) 사단(드아우폴과 난소티가 지휘하는)를 불러오게끔 하였다. 계속된 교전은 힘들고 길었으나, 프랑스군은 확실히 우위를 점하게 되었다. 란은 그의 5군단을 이끌고 바그라티온의 병사와 전투를 벌였고, 격렬한 전투 끝에 이 유능한 러시아 장군을 전장에서 쫓아내었다. 그는 추격을 원했으나, 전장의 이 지역에 대한 총괄 지휘권을 지닌 뮈라는 이 생각에 반대하였다.
나폴레옹은 프랑스군과 동맹군이 여전히 소콜니츠와 텔니츠를 놓고 전투를 계속하고 있던 남부의 전투를 종격시키고자 하였다. 생.틸레르의 사단과 다부의 3군단의 일부는 소콜니츠의 적을 격파하는 것을 통해 효과적인 두 방향의 돌격을 가하였고, 두개 종대의 사령관 키엔마이어와 랑게론은 가능한 한 빨리 도망칠 수밖에 없었다. 동맹군 좌익의 사령관이자 이 방면에 대한 공격의 책임자인 북스호덴은 완벽하게 한방 먹었고, 얼마 안가 도망치는 데 합류했다. 키엔마이어는 퇴각하기 직전 용감하게 5, 6개 프랑스 기병연대를 물리친 오레일리의 경기병부대의 지원을 받아 퇴각했다.
패닉상태에 동맹군 전군을 휘감았고, 이는 동맹군으로 하여금 전장을 포기하고, 가능한 한 모든 방향으로 도망가게 하였다. 유명하지만, 두려운 에피소드가 이 퇴각 중에 일어났다. 프랑스군의 우익에 패한 러시아군은 사찬의 얼어붙은 호수를 경유하여 빈으로 도망치려 하였다. 프랑스 포병대는 이들을 향해 포격을 가하였으나, 나폴레옹은 그의 포병대에게 얼음에 포격을 가할 것을 명했다. 12개의 포병부대가 포격을 가하는 동안, 러시아군은 잔혹한 얼음호수에서 익사하고 말았다. 얼마나 많은 대포가 노획되었는지에 대하여는 의견이 다른데, 최소 38문에서, 많으면 100문이라는 설도 있다. 사상자에 대해서도 사료에 따라 다른데, 최소 200명에서, 많으면 2,000명에 이른다. 왜냐하면, 나폴레옹은 전투 중에 일어난 사건에 관하여 보고서를 쓸 때 과장하는 버릇이 있기 때문에, 비록 과연 그것이 정확한 수치인지는 여전히 의문이 남지만, 적은 수치가 좀 더 정확할 것이다. 많은 이들은 이 사건을 나폴레옹이 전쟁 중에 벌인 가장 잔인한 사건으로 손꼽는다.

## 영향

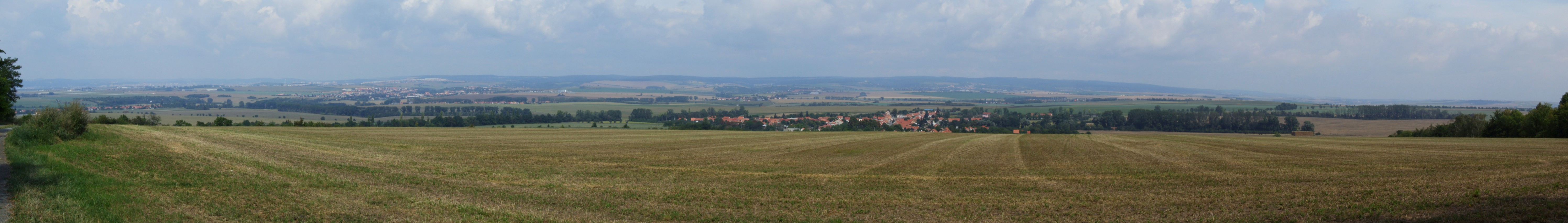
오늘날의 아우스터리츠 전장. 프라첸 마을에서 바라본 전경

아우스터리츠(Austerlitz)와 그 이전의 전역들은 유럽 정계를 확실하게 변화시켰다. 세달 동안 프랑스군은 빈을 함락시키고, 오스트리아와 러시아라는 두 대국의 군세를 격멸시키고, 오스트리아의 힘을 보잘것없게 만들었다. 이러한 사건들은 18세기의 완고한 열강의 균형체계와 날카롭게 비교된다. 아우스터리츠는 가까운 10년 동안 유럽대륙에 대한 프랑스의 압도적 우위의 바탕을 마련했으나, 1806년 프로이센으로 하여금 전투에 가담하도록 하는 즉각적인 영향을 미쳤다.

### 군사적, 정치적 결말

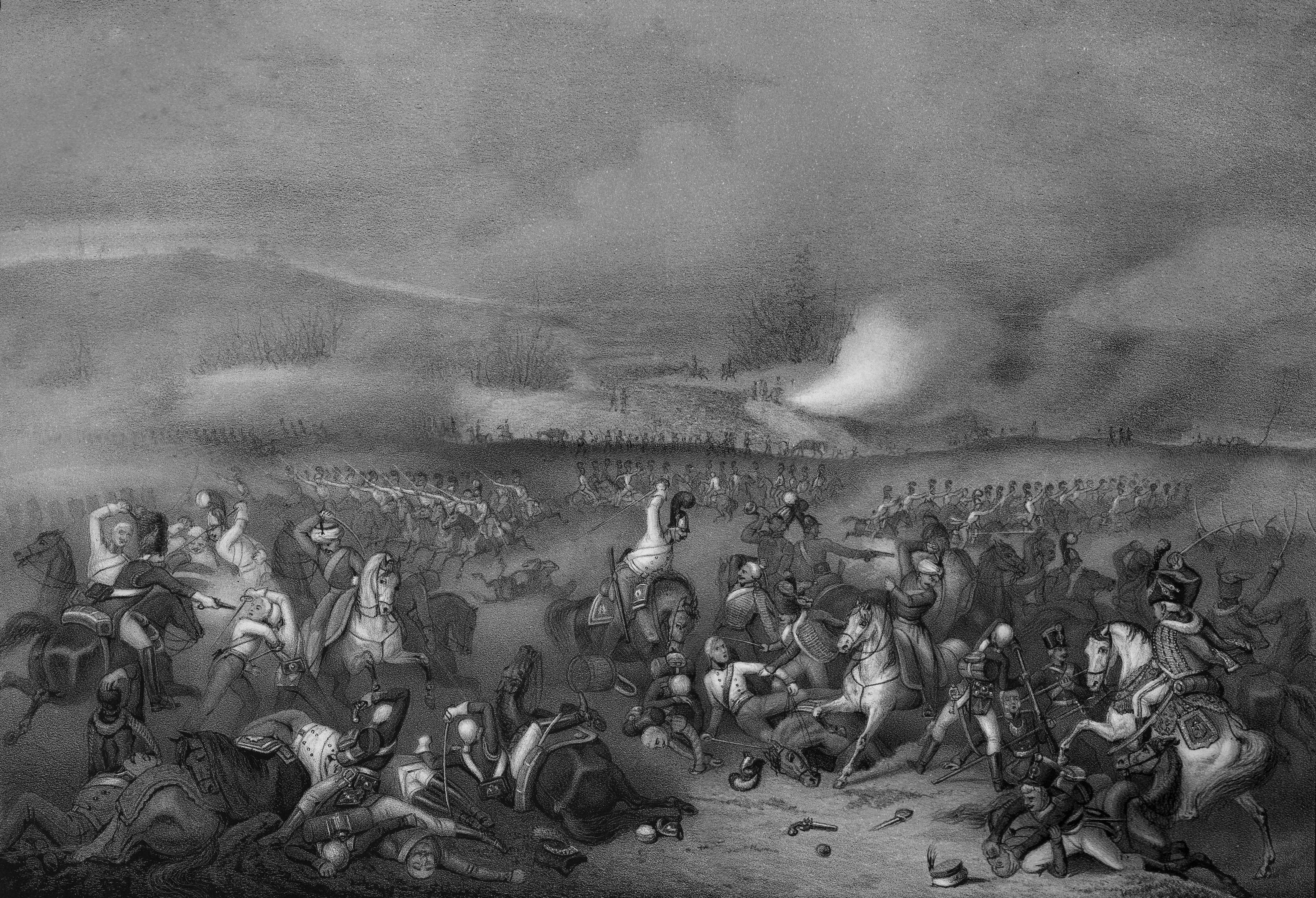
전투에 대한 러시아의 석판화

전체적으로 동맹군은 73,000명의 병력중 약 27,000명이 피해를 입었고, 이는 그들의 투입병력에 37%에 해당한다. 프랑스군은 67,000명의 군인 중 9,000명의 사상자를 입었고, 이는 투입병력의 13%정도이다. 동맹군은 180문의 포와 50개의 깃발을 잃었다. 이 위대한 승리는 전투 전날 경제가 파탄에 이를 정도로 흔들리던 파리에서 순수한 기쁨과 열광을 만들어냈다. 나폴레옹은 조세핀(Josephine)에게 다음과 같이 편지를 썼다. "나는 두 황제가 지휘하던 오스트리아 러시아 연합군을 격파시켰소. 나는 조금 피곤하오....나는 지금 당장 당신을 껴안고 싶소." 차르 알렉산드르는 당시 동맹군이 처한 상황을 최고로 잘 요약하였다. "우리는 거인의 손안에 있는 난쟁이들이다."
프랑스와 오스트리아는 11월 4일 평화조약을 체결했고 22일 후에 체결된 프레스부르크 조약(Treaty of Pressburg)은 전쟁을 끝냈다. 오스트리아는 캄포포르미오 조약과 뤼네빌 조약(treaties of Campo Formio 1797 and Lunéville 1801)으로 획득한 프랑스의 모든 영토를 인정하고 바바리아(Bavaria), 버텀베르크(Wurttemberg)그리고 바덴(Baden)의 땅을 나폴레옹이 설립한 독일 동맹에게 양도하였으며, 전쟁 보상금으로 4,000만 프랑을 지불하기로 하였다. 그리고 베네치아(Venice)는 나폴레옹의 괴뢰국가인 이탈리아 왕국에게 넘어갔다. 이는 오스트리아의 비참한 최후였으나, 영구적인 평화를 보장하지는 않았다. 러시아군은 고향으로 돌아가는 것이 허락되었으며, 프랑스군은 남부 독일에 주둔하였다. 신성로마제국은 확실하게 사라졌으며 1806년은 이 제국의 마지막해로 여겨진다. 나폴레옹은 프랑스와 프로이센 사이의 완충지대로서, 독일국가들의 연합인 라인 동맹(Confederation of the Rhine)을 창설하였다. 프로이센은 라인동맹의 창설과 다른 프랑스의 움직임을 보고, 이는 유럽의 강대국으로서 자신들의 상태에 대한 모독으로 간주하여 1806년 프랑스와의 전쟁에 돌입한다.

### 보상
나폴레옹은 전투 후에 병사들에게 칭찬 가득한 연설을 하였다. "(Soldats! Je suis content de vous) 병사들이여! 나는 그대들로 인해 기뻐하노라" 황제는 고위지휘관들에게는 200만 프랑을, 각 병사들에게는 200프랑을, 그리고 전쟁 과부들에게는 많은 연금을 주었다. 고아들은 나폴레옹의 개인적인 양자로 받아들여졌으며, 그들의 성과 세례명에 나폴레옹을 더하는 것이 허락되었다. 재미있게도, 나폴레옹은 그가 큰 승리를 거두었을 때 의례적으로 그의 휘하 지휘관들에게 내려주곤 했던 귀족작위를 이번에는 내려주지 않았다. 아마, 나폴레옹은 아우스터리츠가 다른 누군가의 중대한 도움을 받지 않은 개인적인 승리라고 생각한 것 같다. 오늘날 아우스터리츠는 흔히 "나폴레옹의 가장 위대한 승리"라고 불린다.

## 대중적인 생각

### 신화
전투 전, 혹은 전투 중에 일어난 많은 이야기와 전설들이 있다. 전투 전날 밤, 나폴레옹은 그의 전방 배치를 확인하기 위해 측근과 함께 밖에 나갔다. 그가 시찰을 하는 도중, 방담(Vandamme)의 사단 병사 중 한명이 그를 발견했고, 얼마 안 가 전군이 나폴레옹의 대관 기념일을 축하하기 위해 초를 켰다고 한다. 동맹군 병사들과 장군들은 이를 보고 프랑스군이 퇴각을 준비한다고 생각했다. 다른 이야기는 코사크(Cossacks)로부터 도망치던 한 불운한 프랑스 병사의 이야기를 그리고 있다. 분명히, 이 병사는 숨기위해 벽난로를 통해 굴뚝으로 올라갔다. 그러나 코사크는 어떻게든 그를 찾아냈고 죽였다. 이 같은 이야기와는 달리 말먹이를 찾는 러시아 병사와 지역 농민 부녀자 사이의 좀 더 유머러스한 이야기도 있다. 병사가 외쳤다. "Babo, ovsa(아주머니 귀리 좀 주세요.)" 그러나 제대로 이해하지 못한 여인은, 그들이 Hopsa(뛰다)라고 말하는 줄 알고 계속해서 뛰어냈고, 러시아군을 좌절시켰다고 한다. 결국 러시아군은 그녀들이 이해하지 못했다는 것을 깨닫고는 밖에 있는 말을 가리키며, 심지어 그녀가 이해하도록 씹는 흉내를 내기 시작했다. 그녀는 마침내 알아차리고 병사들에게 그들이 원하는 귀리를 주었다고 한다. 다른 이야기를 보면, 프랑스 포병대가 몸을 데우기 위해 나무로 된 성모 마리아상을 불속에다 던져 넣었음에도 불구하고, 이 성모 마리아상은 불타지 않은 채로 발견되었다고 한다.

### 전쟁과 평화
아우스터리츠 전투는 레오 톨스토이(Leo Tolstoy)의 소설 전쟁과 평화의 주요한 사건이다. 이 전투는 러시아적 가치와 영적인 전통, 그리고 겸손함이 프랑스의 근거 없고 조잡한 논리와 거만함보다 높이 평가받는 사건으로서 나타난다. 전투가 시작할 때 소설의 주요인물중 하나인 안드레이 공(Prince Andrei)은 다가오는 "내일은 나폴레옹의 툴롱(Toulon), 혹은 아르코레(Arcola)가 될 것이다."라고 나폴레옹의 이전 승리들을 대표하는 전투들의 결과가 이번 전투의 결과와 같을 것이라고 생각한다. 안드레이는 영예를 바라며, 스스로 생각한다. "나는 앞으로 나갈 것이며, 내 앞의 모든 것들을 쓰러트릴 것이다." 그러나 전투 후에 안드레이는 적의 손에 쓰러지며, 그의 영웅 나폴레옹을 만나게 된다. 그러나 이전의 열정은 산산 조각난 채로 더는 나폴레옹에 대해 생각하지 않는다. "승리로 인해 하찮은 거드름이나 피우고, 자신만만해 하는 그의 영웅은 그가 바라보고 있는 저 고상하고, 거짓이 없으며, 정당한 하늘에 비교하면, 너무나도 보잘것없었다." 톨스토이는 아우스터리츠 전투를, 1812년의 전역 중에 벌어진 보르디노(Borodino)전투처럼, 병사들이 높은 덕을 위해서가 아니라, 영예나 명망과 같은 것을 바라고 싸웠기 때문에 실패로 끝난 옛 러시아에 대한 시련으로 그리고 있다.

### 역사적 관점
나폴레옹은 그가 원하는 것처럼 철저하게 격파하지는 못하였으나, 역사가들과 역사 애호가들은 모두다 나폴레옹의 계획이 중대한 승리를 불러왔다는 것을 깨닫고 있다. 이러한 이유로 아우스터리츠는 다른 위대한 전술적 승리인 블렌하임(Blenheim)이나, 칸나에(Cannae)와 견주어진다. 일부 역사가들은 나폴레옹이 아우스터리츠에서 너무 성공적으로 적을 격멸하여, 그가 현실감을 잃어버리고, 이 전투이후에 프랑스의 외교정책은 "나폴레옹 개인 하나"를 이용하는 것이 되어버렸다고 한다. 프랑스 역사에서 아우스터리츠는 인상적인 군사적 승리로 인정받으며, 19세기, 프랑스 제 1제정에 대한 인기가 극에 달했을 때, 이 전투는 빅토르 위고가 "그의 심층기저"에서 "아우스터리츠를 향한 거대한 대포 소리"를 들었다고 한 것처럼 숭배 받았다. 그러나 최근, 아우스터리츠 전투 200년 기념식에서, 프랑스 대통령 자크 시락(Jacques Chirac)과 수상 도미니크 데 빌레핀(Dominique de Villepin) 둘 다 참여하지도 않고, 전투에 대한 어떤 공식적인 의견도 밝히지 않아 논쟁이 벌어졌다. 다른 한편으로, 프랑스의 해외영토 거주자들은 "나폴레옹 개인에 대한 기념일로 보는" 그들의 시각에 반대하면서 나폴레옹이 식민지 주민들에 대한 제노사이드를 저지른 인물이기 때문에 아우스터리츠 전투가 벌어진 날은 기념일이 되어서는 안 된다고 주장한다.

### 참조 서적
- Brooks, Richard (editor). Atlas of World Military History. London: HarperCollins, 2000. ISBN 0-7607-2025-8
- Chandler, David G. The Campaigns of Napoleon. New York: Simon & Schuster, 1995. ISBN 0-02-523660-1
- Fisher, Todd & Fremont-Barnes, Gregory. The Napoleonic Wars: The Rise and Fall of an Empire. Oxford: Osprey Publishing Ltd., 2004. ISBN 1-84176-831-6
- Goetz, Robert. 1805: Austerlitz: Napoleon and the Destruction of the Third Coalition (Greenhill Books, 2005). ISBN 1-85367-644-6
- Tolstoy, Leo. War and Peace. London: Penguin Group, 1982. ISBN 0-14-044417-3
- Marbot, Jean-Baptiste-Antoine-Marcelin. "The Battle of Austerlitz," Napoleon: Symbol for an Age, A Brief History with Documents, ed. Rafe Blaufarb (New York: Bedford/St. Martin's, 2008), 122-123.
- McLynn, Frank. Napoleon: A Biography. New York: Arcade Publishing Inc., 1997. ISBN 1-55970-631-7
- Uffindell, Andrew. Great Generals of the Napoleonic Wars. Kent: Spellmount Ltd., 2003. ISBN 1-86227-177-1